# Hydraecia osseola
Hydraecia osseola är en fjärilsart som beskrevs av Otto Staudinger 1882. Hydraecia osseola ingår i släktet Hydraecia och familjen nattflyn. Inga underarter finns listade i Catalogue of Life.